# Beherit
I Beherit sono un gruppo finlandese black metal, attivo tra il 1989 e il 1995. Il termine Beherit significa Satana in siriaco. La band, i cui testi parlano soprattutto di satanismo, fu influente per molte band successive.
Nella loro carriera hanno attraversato tre fasi musicali: la prima (1989-1993), è caratterizzata da un black metal con forti dosi di death metal; nella seconda (1993) il suono si modifica in un black metal ultra-lento, influenzato da certa ambient oscura; nella terza ed ultima fase (1994-1995), il black metal fu abbandonato per il dark ambient.

## Storia dei Beherit
Il gruppo nacque nel 1989 a Rovaniemi in Finlandia con il nome di Horny Malformity, cambiato successivamente in Pseudo-Christ, e poi in Beherit. Si fecero conoscere nel circuito underground, con tre demo seminali (Seventh Blasphemy, Morbid Rehearsal e Demonomancy) e con un EP (Dawn of Satan's Millennium), tutti editi nel 1990. Questi prodotti erano caratterizzati da suoni particolarmente grezzi, che intendevano esprimere malvagità e glacialità.
Marko Laiho (con lo pseudonimo di Nuclear Holocausto) e Sodomatic Slaughter, il batterista del gruppo, avevano suonato nei Goat Vulva, con i quali avevano pubblicato l'autoprodotto Crucifixions... nel 1989. I Goat Vulva proseguirono anche dopo la formazione dei Beherit, ma si sciolsero nel 1992, dopo la pubblicazione di Erotic Worship. Rispetto ai Beherit, i Goat Vulva parlavano nei loro testi anche di sesso oltre che di Satana e delle tenebre.
Nel 1991 venne pubblicato uno split con i cileni Death Yell (black-death metal). Secondo varie fonti nel 1991 la Turbo Music diede una cifra cospicua per le registrazioni di The Oath of Black Blood, ma Nuclear Holocausto e gli altri componenti della band spesero tutto il denaro in droga e alcool, tanto che la casa discografica decise per "vendetta" di pubblicare il disco senza il consenso della band. La compilation comprendeva canzoni del demo Demonomancy e dell'EP Dawn of Satan's Millennium. La compilation venne poi comunque definita come il primo album della band.
I Beherit cambiarono nuovamente nome in The Lord Diabolus,  e pubblicarono nel 1992 sotto questo nome una demo autoprodotta (Down There...) , nella quale lo stile del gruppo rimase invariato. Nello stesso anno ripresero il nome "Beherit" e pubblicarono promo 1992.
Nel 1993 firmarono un contratto con la Spinefarm Records e pubblicarono il loro primo album (Drawing Down the Moon), caratterizzato da un black metal ultra-lento, molto diverso dal precedente stile musicale, e l'EP Messe de Morts. I Beherit divennero un progetto personale del cantante, chitarrista e fondatore del gruppo, Marko Laiho (con lo pseudonimo di Nuclear Holocausto), che, perso interesse per il metal si era rivolto alla musica techno (e come dj prese il nome di Gamma-G). Nel 1994 e nel 1995 furono pubblicati gli album H418ov21.C e  Electic Doom Synthesis, caratterizzati dalla dark ambient unita alla musica elettronica.
I Beherit cessarono di esistere nel 1996. L'ep Messe de Morts fu ristampato insieme all'ep Angelcunt dei connazionali Archgoat. Poco dopo la fine dei Beherit, Marko Laiho (sempre con lo pseudonimo di "Nuclear Holocausto") formò un progetto di musica ambient chiamato Suuri Shamaani.
Dopo una silenzio durato di 14 anni Marko Laiho fa uscire nel 2009 il quinto album della band, chiamato Engram.

## Membri
- Nuclear Holocausto Vengeance (Marko Laiho) - voce, chitarra, tastiere, drum programming
- Black Jesus (1989-1994) - basso
- Necroperversor - batteria
- Sodomatic Slaughter (Jari Pirinen)- batteria  (1990-1994)
- Kimmo Luttinen (ex Catamenia e Impaled Nazarene)
- Ancient Corpse Desekrator (Sami Tenetz) - chitarra
- Abyss, Twisted Baptizer - basso

## Discografia

### Demo
- 1990 - Seventh Blasphemy
- 1990 - Morbid Rehearsals
- 1990 - Demonomancy
- 1992 - Promo 1992

### EP
- 1991 - Dawn of Satan's Millennium
- 1993 - Messe de Morts

### Album in studio
- 1993 - Drawing Down the Moon
- 1994 - H418ov21.C
- 1995 - Electric Doom Synthesis
- 2009 - Engram
- 2011 - At the Devil's Studio 1990

### Split
- 1991 - Beherit/Death Yell (con i Death Yell)
- 1999 - Messe de Morts/Angelcunt (con gli Archgoat)

### Raccolte
- 1991 - The Oath of Black Blood
- 1999 - Beast of Beherit - Complete Workxxx Best of/Compilation
- 2005 - Unholy Blessings